# Giovanni I del Viennois
Giovanni I del Viennois (1264 – Bonneville, 24 settembre 1282) delfino del Viennois e conte di Albon, conte di Grenoble, di Oisans, di Briançon, di Embrun e di Gap dal 1269 alla sua morte.

## Origine
Giovanni, secondo il De Allobrogibus libri novem, era il figlio maschio primogenito del delfino del Viennois e conte di Albon, conte di Grenoble, di Oisans, di Briançon, di Embrun e di Gap, Ghigo VII e della Signora di Faucigny, Beatrice, che, secondo il documento nº 407 del Peter der Zweite Graf von Savoyen, Markgraf in Italien, sein Haus und seine Lande, dello storico, Ludwig Wurstenberger, era l'unica figlia del Conte di Savoia, Conte di Richmond e Lord guardiano dei cinque porti, Pietro II e, come ci conferma il documento nº 583 del Peter der Zweite Graf von Savoyen, Markgraf in Italien, sein Haus und seine Lande, dello storico, Ludwig Wurstenberger, della Signora di Faucigny, Agnese, che era la figlia primogenita di Aimone II, signore di Faucigny (discendente dai Signori di Faucigny e dai Conti di Ginevra) e della moglie di cui non si conoscono né il nome né gli ascendenti.
Ghigo VII del Viennois, secondo il De Allobrogibus libri novem, era il figlio maschio primogenito del delfino del Viennois e conte di Albon, conte di Grenoble, di Oisans e di Briançon e conte consorte di Embrun e di Gap, Andrea Ghigo VI e di Beatrice di Monferrato, che, ancora secondo il De Allobrogibus libri novem, era figlia del Marchese del Monferrato, Guglielmo VI (1173 – 1225) e di Berta di Clavesana(1180 – 1224) che secondo il Regesto dei Marchesi di Saluzzo era figlia di Bonifacio Marchese di Clavesana, citato come suocero di Guglielmo; Beatrice era sorella di Bonifacio II del Monferrato.

## Biografia
Il 27 giugno 1267, suo padre, Ghigo VII (Guigo Dalphinus, Vienn. et Albonis comitis), fece testamento, disponendo che il suo erede sarebbe stato il figlio maschio primogenito, Giovanni (Johannem filium meum eredem mihi), citando anche le due figlie femmine (Annam et Catharinam filias meas) e la moglie (Beatrix uxor mea).
Suo padre, Ghigo VII, morì nel dicembre 1269 e gli succedette Giovanni, il figlio maschio primogenito, sotto la reggenza della madre, Beatrice di Faucigny.
Alla morte del padre, Giovanni aveva circa sei anni. La madre, Beatrice, mantenne la reggenza per circa quattro anni, sino al 1273, quando si sposò in seconde nozze col Visconte di Béarn Gastone VII di Moncade, che era vedovo di Mathe di Matha (†1270 o 1273), viscontessa di Marsan; il contratto di matrimonio fu redatto il 2 aprile 1273.
Dopo il matrimonio della madre, la reggenza fu affidata al Duca di Borgogna e re titolare di Tessalonica, Roberto II di Borgogna.
Giovanni morì nel 1282, a causa di una brutta caduta da cavallo, mentre attraversava il fiume Ménoge; sua madre, Beatrice, decise di fondare a sud della città di Taninges, una certosa per accogliere le spoglie di Giovanni e pregare per la sua anima: la certosa di Mélan a Faucigny fu terminata nel 1288 ed accolse le spoglie di Giovanni.
I titoli di Giovanni erano passati alla sorella, Anna (1255 – 1298), che secondo il volere testamentario del padre, in caso di morte del fratello, senza eredi, era divenuta delfina del Viennois e contessa d'Albon, maritata dal 1273 a Umberto I de la Tour-du-Pin (1240 – 1307), che governò assieme lei ed al quale furono trasferiti tutti possedimenti ed il nome della casata del Viennois.

## Matrimonio e discendenza
Nel 1280, Giovanni aveva sposato sposò Bona di Savoia (1275 – 1293 circa), che, secondo lo storico francese, Samuel Guichenon, nel suo Histoire généalogique de la royale maison de Savoie, era la figlia femmina primogenita del Conte di Savoia, Conte d'Aosta e Moriana Amedeo V di Savoia e della di lui prima moglie, Sibilla de Baugé,(1255 – 1294).
La sposa al momento della morte di Giovanni, aveva circa sette anni, per cui non poteva avergli dato alcun erede. Di Giovanni non si conosce alcuna discendenza.

## Ascendenza
|                         |                     |                             | Genitori                   |  |  | Nonni |  |  | Bisnonni            |  |  | Trisnonni             |  |
|                         |                     |                             |                            |  |  |       |  |  | Ugo III di Borgogna |  |  | Oddone II di Borgogna |  |
|                         |                     |                             |                            |  |  |       |  |  | Ugo III di Borgogna |  |  | Oddone II di Borgogna |  |
|                         |                     | Maria di Blois              |                            |  |  |       |  |  | Ugo III di Borgogna |  |  |                       |  |
| Ghigo VI del Viennois   |                     |                             |                            |  |  |       |  |  | Ugo III di Borgogna |  |  |                       |  |
|                         |                     | Beatrice d'Albon            | Ghigo V d'Albon            |  |  |       |  |  |                     |  |  |                       |  |
|                         |                     | Beatrice d'Albon            | Ghigo V d'Albon            |  |  |       |  |  |                     |  |  |                       |  |
|                         |                     | Beatrice d'Albon            | Beatrice del Monferrato    |  |  |       |  |  |                     |  |  |                       |  |
| Ghigo VII del Viennois  |                     | Beatrice d'Albon            |                            |  |  |       |  |  |                     |  |  |                       |  |
|                         |                     | Guglielmo VI del Monferrato | Bonifacio I del Monferrato |  |  |       |  |  |                     |  |  |                       |  |
|                         |                     | Guglielmo VI del Monferrato | Bonifacio I del Monferrato |  |  |       |  |  |                     |  |  |                       |  |
|                         |                     | Guglielmo VI del Monferrato | Elena del Bosco            |  |  |       |  |  |                     |  |  |                       |  |
| Beatrice di Monferrato  |                     | Guglielmo VI del Monferrato |                            |  |  |       |  |  |                     |  |  |                       |  |
|                         |                     | Berta di Clavesana          | Bonifacio di Clavesana     |  |  |       |  |  |                     |  |  |                       |  |
|                         |                     | Berta di Clavesana          | Bonifacio di Clavesana     |  |  |       |  |  |                     |  |  |                       |  |
|                         |                     | Berta di Clavesana          | …                          |  |  |       |  |  |                     |  |  |                       |  |
| Giovanni I del Viennois |                     | Berta di Clavesana          |                            |  |  |       |  |  |                     |  |  |                       |  |
|                         | Tommaso I di Savoia | Umberto III di Savoia       |                            |  |  |       |  |  |                     |  |  |                       |  |
|                         | Tommaso I di Savoia | Umberto III di Savoia       |                            |  |  |       |  |  |                     |  |  |                       |  |
|                         | Tommaso I di Savoia | Beatrice di Mâcon           |                            |  |  |       |  |  |                     |  |  |                       |  |
| Pietro II di Savoia     | Tommaso I di Savoia |                             |                            |  |  |       |  |  |                     |  |  |                       |  |
|                         |                     | Margherita di Ginevra       | Guglielmo I di Ginevra     |  |  |       |  |  |                     |  |  |                       |  |
|                         |                     | Margherita di Ginevra       | Guglielmo I di Ginevra     |  |  |       |  |  |                     |  |  |                       |  |
|                         |                     | Margherita di Ginevra       | Beatrice di Faucigny       |  |  |       |  |  |                     |  |  |                       |  |
| Beatrice di Savoia      |                     | Margherita di Ginevra       |                            |  |  |       |  |  |                     |  |  |                       |  |
|                         |                     | Aimone II di Faucigny       | Enrico di Faucigny         |  |  |       |  |  |                     |  |  |                       |  |
|                         |                     | Aimone II di Faucigny       | Enrico di Faucigny         |  |  |       |  |  |                     |  |  |                       |  |
|                         |                     | Aimone II di Faucigny       | Contessa di Ginevra        |  |  |       |  |  |                     |  |  |                       |  |
| Agnese di Faucigny      |                     | Aimone II di Faucigny       |                            |  |  |       |  |  |                     |  |  |                       |  |
|                         |                     | Beatrice d'Auxonne ?        | Stefano d'Auxonne          |  |  |       |  |  |                     |  |  |                       |  |
|                         |                     | Beatrice d'Auxonne ?        | Stefano d'Auxonne          |  |  |       |  |  |                     |  |  |                       |  |
|                         |                     | Beatrice d'Auxonne ?        | Beatrice di Chalon         |  |  |       |  |  |                     |  |  |                       |  |
|                         |                     | Beatrice d'Auxonne ?        |                            |  |  |       |  |  |                     |  |  |                       |  |

### Fonti primarie
- (LA)  De Allobrogibus libri novem.
- (LA)  Peter der Zweite Graf von Savoyen, Markgraf in Italien, sein Haus und seine Lande.
- (LA)  Regesto dei Marchesi di Saluzzo.

### Letteratura storiografica
- (FR)  Histoire generale de Dauphiné. Par Nicolas Chorier, Pag 858
- (FR)  Histoire généalogique de la royale maison de Savoie, justifiée par titres, ..par Guichenon, Samuel